# Trelins
Trelins est une commune française située dans le département de la Loire en région Auvergne-Rhône-Alpes, et faisant partie de Loire Forez Agglomération.

## Géographie
Trelins fait partie du Forez.

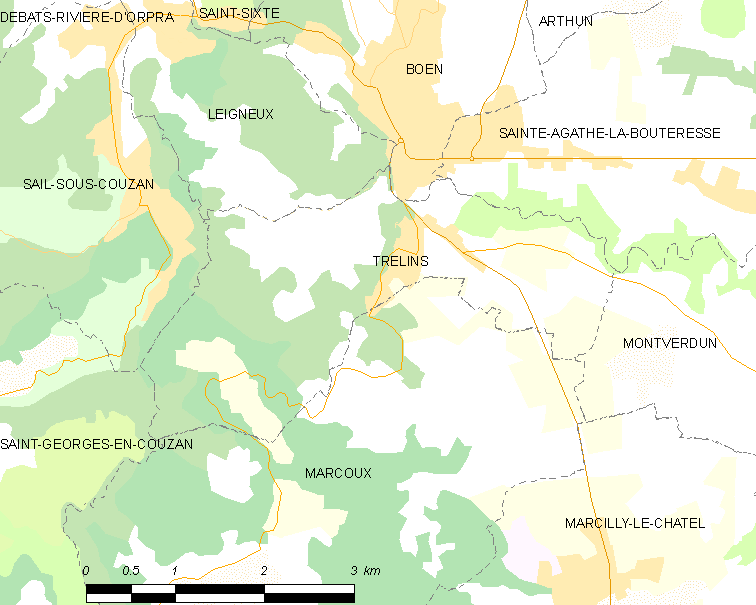
Localisation du village et des communes aux alentours

| Leigneux                | Boën-sur-Lignon | Sainte-Agathe-la-Bouteresse |
| Sail-sous-Couzan        | Trelins         | Montverdun                  |
| Saint-Georges-en-Couzan | Marcoux         |                             |

### Climat
Pour des articles plus généraux, voir Climat d'Auvergne-Rhône-Alpes et Climat de la Loire.
En 2010, le climat de la commune est de type climat des marges montargnardes, selon une étude du Centre national de la recherche scientifique s'appuyant sur une série de données couvrant la période 1971-2000. En 2020, Météo-France publie une typologie des climats de la France métropolitaine dans laquelle la commune est exposée à un climat de montagne ou de marges de montagne et est dans la région climatique  Nord-est du Massif Central, caractérisée par une pluviométrie annuelle de 800 à 1 200 mm, bien répartie dans l’année. 
Pour la période 1971-2000, la température annuelle moyenne est de 10,6 °C, avec une amplitude thermique annuelle de 16,9 °C. Le cumul annuel moyen de précipitations est de 796 mm, avec 9,4 jours de précipitations en janvier et 6,9 jours en juillet. Pour la période 1991-2020, la température moyenne annuelle observée sur la station météorologique de Météo-France la plus proche, « Boën-sur-Lignon », sur la commune de Boën-sur-Lignon à 2 km à vol d'oiseau, est de 11,8 °C et le cumul annuel moyen de précipitations est de 629,5 mm,. Pour l'avenir, les paramètres climatiques de la commune estimés pour 2050 selon différents scénarios d'émission de gaz à effet de serre sont consultables sur un site dédié publié par Météo-France en novembre 2022.

## Urbanisme

### Typologie
Au 1er janvier 2024, Trelins est catégorisée commune rurale à habitat dispersé, selon la nouvelle grille communale de densité à sept niveaux définie par l'Insee en 2022.
Elle appartient à l'unité urbaine de Boën-sur-Lignon, une agglomération intra-départementale regroupant sept  communes, dont elle est une commune de la banlieue,,. Par ailleurs la commune fait partie de l'aire d'attraction de Montbrison, dont elle est une commune de la couronne,. Cette aire, qui regroupe 27 communes, est catégorisée dans les aires de moins de 50 000 habitants,.

## Politique et administration
| Période                                  | Période           | Identité                      | Étiquette | Qualité |
| ---------------------------------------- | ----------------- | ----------------------------- | --------- | ------- |
| Les données manquantes sont à compléter. |                   |                               |           |         |
| 04.12.1792                               | 22 nivôse an 8    | Antoine Mournand              |           |         |
| 12 messidor an 8                         | 21 juin 1815      | Maurice Guillot               |           |         |
| 21 juin 1815                             | 21 mars 1816      | Jean-Baptiste Devaux          |           |         |
| 21 mars 1816                             | 10 décembre 1820  | Maurice Guillot               |           |         |
| 10 décembre 1820                         | 10 février 1830   | Claude Jacquet (Le Bourg)     |           |         |
| 10 février 1830                          | 1er janvier 1835  | Jean Claude Roche (Cromorel)  |           |         |
| 1er janvier 1835                         | 14 mai 1843       | Michel Lafay                  |           |         |
| 14 mai 1843                              | 20 janvier 1856   | Jean Claude Roche (Cromorel)  |           |         |
| 20 janvier 1856                          | 22 septembre 1870 | Claude Marie Patural          |           |         |
| 22 septembre 1870                        | 9 octobre 1870    | Michel Lafay                  |           |         |
| 9 octobre 1870                           | 15 mars 1874      | Irénée Guillot (Chorigneux)   |           |         |
| 15 mars 1874                             | 11 avril 1875     | Georges Mournand              |           |         |
| 11 avril 1875                            | 10 février 1878   | Marcellin Mournand (Le Bourg) |           |         |
| 10 février 1878                          | 16 février 1880   | Irénée Guillot (Chorigneux)   |           |         |
| 16 février 1880                          | 23 janvier 1881   | Michel Jacquemont             |           |         |
| 23 janvier 1881                          | 18 mai 1884       | Claude Patural                |           |         |
| 18 mai 1884                              | 21 novembre 1909  | Irénée Guillot (Chorigneux)   |           |         |
| 21 novembre 1909                         | 10 décembre 1919  | Pierre Gauthier (Le Durantin) |           |         |
| 10 décembre 1919                         | 10 mai 1925       | Joannès Dessaigne (Assieux)   |           |         |
| 10 mai 1925                              | 21 mars 1965      | Pierre Lafay (Le Durantin)    |           |         |
| 21 mars 1965                             | 19 mars 1977      | Jean Pierre Palmier (Valézy)  |           |         |
| 19 mars 1977                             | 16 mars 2008      | Pierre Durris (Les Bruyères)  |           |         |
| 16 mars 2008                             | 28 mai 2020       | Jean Paul Ravel (Le Bourg)    |           |         |
| 28 mai 2020                              | ... En cours      | Alexandre Palmier             |           |         |

Trelins faisait partie de la communauté de communes du Pays d'Astrée de 1995 à 2016 puis a intégré Loire Forez Agglomération.

## Démographie
L'évolution du nombre d'habitants est connue à travers les recensements de la population effectués dans la commune depuis 1793. Pour les communes de moins de 10 000 habitants, une enquête de recensement portant sur toute la population est réalisée tous les cinq ans, les populations de référence des années intermédiaires étant quant à elles estimées par interpolation ou extrapolation. Pour la commune, le premier recensement exhaustif entrant dans le cadre du nouveau dispositif a été réalisé en 2006.

En 2022, la commune comptait 672 habitants, en évolution de +3,7 % par rapport à 2016 (Loire : +1,32 %, France hors Mayotte : +2,11 %).
| 1793 | 1800 | 1806 | 1821 | 1831 | 1836 | 1841 | 1846 | 1851 |
| ---- | ---- | ---- | ---- | ---- | ---- | ---- | ---- | ---- |
| 325  | 290  | 320  | 380  | 530  | 515  | 531  | 520  | 548  |

| 1856 | 1861 | 1866 | 1872 | 1876 | 1881 | 1886 | 1891 | 1896 |
| ---- | ---- | ---- | ---- | ---- | ---- | ---- | ---- | ---- |
| 567  | 542  | 537  | 525  | 530  | 551  | 570  | 568  | 522  |

| 1901 | 1906 | 1911 | 1921 | 1926 | 1931 | 1936 | 1946 | 1954 |
| ---- | ---- | ---- | ---- | ---- | ---- | ---- | ---- | ---- |
| 462  | 472  | 444  | 438  | 428  | 430  | 398  | 383  | 394  |

| 1962 | 1968 | 1975 | 1982 | 1990 | 1999 | 2006 | 2011 | 2016 |
| ---- | ---- | ---- | ---- | ---- | ---- | ---- | ---- | ---- |
| 379  | 401  | 396  | 398  | 492  | 537  | 566  | 641  | 648  |

| 2021 | 2022 | - | - | - | - | - | - | - |
| ---- | ---- | - | - | - | - | - | - | - |
| 670  | 672  | - | - | - | - | - | - | - |

## Lieux et monuments
Trelins est une commune connue dans la Loire pour accueillir la cave des vignerons foréziens.
- Église Saint-Maurice de Trelins. Elle est inscrite à l'Inventaire général du patrimoine culturel[19].

## Évènements
Trelins accueille depuis 2005 le Foreztival, un festival de musique organisé par des jeunes du territoire. En parallèle du site payant des concerts, un festival de rue, gratuit, était également proposé dans les rues de Trelins.